# 로버트 N. 벨라
로버트 닐리 벨라(Robert Neelly Bellah, 1927년 2월 23일~2013년 7월 30일)는 미국의 사회학자이며, 버클리 대학교의 사회학 교수이다. 그는 종교 사회학과 관련된 그의 작업으로 세계적으로 유명세를 얻게 되었다. 하버드 대학교에서 48년에 학사 학위를 취득했으며, 55년에 동대학원에서 박사 학위를 취득했다. 그는 30여년 동안 캘리포니아 주의 버클리 대학교에서 사회학 교수로서 교육에 이바지했다. 세계에서 가장 영향력 있는 사회학자 중 한명이며, The Broken Covenant, Habits of the Heart and The Good Society, shaped the discipline, Religion in Human Evolution 등이 그의 주요 저서이다.
벨라는 그의 소명을 일본에 대한 연구로 시작했으며, 도쿠가와 종교 등을 연구하며 근대화와 사회의 문화적 근원에 집중했다. 그는 "종교 진화"와 "미국의 시민 종교"에 대한 에세이를 썼으며, 이들이 그의 연구의 가장 큰 부분 중 하나이다. 2000년에 클린턴 대통령은 벨라에게 국가 인문학 메달을 수여했으며, 2007년에 그는 종교의 공공 이해로 American Academy of Religion Martin E.를 받았다. 그는 86세의 나이에 2013년 7월 30일에 심장 수술의 합병증으로 사망했다.

## 생애
벨라는 1927년 2월 23일 오클라호마주 알투스에서 태어났다. 그의 아버지는 신문 편집, 발행인이었고 그가 2살일 때 사망했다. 그의 어머니 릴리언은 그녀의 친척들이 있는 로스앤젤레스로 가족을 이끌고 이사했다. 벨라는 LA고등학교에 입학했고, 그곳에서 그녀의 부인 멜러니 하이먼을 만났으며, 학생 신문의 편집자로 일했다. 둘은 멜러니가 스탠퍼드 대학교에 입학한 이후인 1948년에 결혼을 했고, 벨라는 육군 전역 이후 하버드 대학교에서 공부를 시작했다. 그는 1955년에 하버드 대학에서 사회학 및 극동언어학에 관련된 박사 학위를 받았고 1957년에 'Tokugawa Religion'이라는 박사 학위 논문을 출판했다.그는 박사 학위 취득 후에 몬트리올에 있는 맥길대학교에서 이슬람에 관한 연구를 2년동안 진행했고 1957년부터 1967년까지 하버드 대학에서 학생들을 10년동안 가르쳤다. 그 후 1967년부터 1997년까지 버클리에 위치한 캘리포니아 대학에서 사회학 교수직을 수행했다. 그의 부인은 2010년에 사망했다. 벨라는 일본어에 능통했으며, 중국어, 불어, 독일어로도 읽고 쓰기가 가능했다. 또한, 이후에 몬트리올의 맥길 대학교에서 아랍어도 공부했다. 벨라는 2013년 7월 30일 오클랜드에서 사망했다. 이유는 캘리포니아 병원에서 받은 심장수술로 인한 합병증이었다. 당시 그의 나이 86세였고, 두 딸과 다섯 명의 손자들을 남겼다. 본래 장로교 가정에서 태어났지만, 이후 그는 영국 성공회로 개종했다.

## 교육
로버트 벨라는 1950년에 하버드 학사 학위를 취득하고 1955년에 하버드 박사 학위를 취득했다. 벨라는 하버드 대학의 사회학자 탤컷 파슨스의 제자였으며 그와 파슨스는 1979년 파슨스가 죽기 직전까지 지적 교류를 이어갔다. 파슨스는 특히 벨라의 종교혁명과 '시민종교' 개념에 특히 관심을 가지고 있었다. 하버드 학부생일 때 벨라는 1947년부터 1949년까지 미국 공산당(Communist Party USA)의 일원이었으며 막시즘(Marxism)을 연구하는 저명한 학생 단체인 존 리드 클럽(John Reed Club)의 회장이였다. 1954년 여름에 하버드 예술, 과학 학장부 학장이며 나중에 존 F. 케네디와 린든 존슨의 국가 안전 보장 담당 대통령 보좌관으로 임명되는 맥조지 번디(McGeorge Bundy)는 벨라가 클럽의 전 일원들의 명단을 공개하지 않는다면 그의 대학원생 장학금을 박탈하겠다고 위협했다. 벨라는 또한 같은 목적으로 보스턴 미국 연방 수사국(FBI)에 의해 조사를 받았다. 그 때문에 벨라와 그의 가족들은 2년을 캐나다에서 보냈고 몬트리올의 맥길 대학교에서 박사 후 장학금을 받았다. 그는 매카시즘이 거절된 후에 하버드 대학으로 돌아왔다. 벨라는 나중에 그 일에 대해 이렇게 언급했다.
"나는 개인적 경험을 통해 하버드 대학이 매카시즘 기간동안 끔찍한 잘못을 했다는 것과 이러한 일들이 절대 대중적으로 인정을 받지 못한다는 것을 안다. 이것은 심하게 말하면 취약한 개인에 대한 심리적 테러에 가까웠다...대학과 비밀경찰은 정치적 반대를 억압하고 박해를 받지 않는다면 변절을 할 가능성이 있는 반대자들을 박해하기 위해 공모했다."

## 경력
벨라의 대표작인 Religion in Human Evolution(2011)은 종교의 생물학적, 문화적 기원을 쫓아 그 두 요소간의 연관성을 살피고자 하였다. 이 작품에 대하여 철학자 위르겐 하버마스는 생물학, 인류학, 역사적 문학을 통틀어 방대한양을 연구한 사회학자의 성공적인 학문적 인생의 지적 결과물이며, 그와 같은 분야에서 가장 통찰적이고 이해력 높은 작품이라고 말했다.
벨라는 또한 1985년작인 마음의 습관(Habits of the Heart)로도 유명하다. 이 작품에서 그는 종교가 얼마나 미국의 공동선이라는 개념에 대하여 긍정적이고 부정적인지를 탐구하고자 하였다. 그는 주로 종교, 도덕적 이슈들과 그것들의 사회에 대한 연관성이라는 것에 주목하였다. 벨라는 미국시민운동과 관련된 작품으로 가장 유명하다.
로버트 벨라는 2006년에 에모리 대학의 교수인 스티븐 M. 팁턴과 함께 공동 편집하여 2006년에 'The Robert Bellah Reader'라는 책을 펴냈다. 이 책은 벨라의 다양한 문화와 사회 속에서 사회논리적 이론에 대해 설명해주고 벨라의 주요 작품과 생애에 대해 서술하고 있다.

#### 시민종교 (공민종교)
시민종교는 '모든 사람들의 삶에서 발견되는 종교적 측면'이라고 로버트 벨라(Robert Bellah)가 명시적으로 정의한 것으로, 그것을 통하여 역사적 경험을 해석하는 것이다. 이 사상은 뒤르켐(Durkheim)으로부터 도출되었다. 사회는 응집력과 통합력 속에서 그 구성원으로부터 경외심과 헌신을 불러일으키는 성스러운 존재를 갖는다. 종교적으로 다원화되거나 상대적으로 세속화된 사회에서 조차도 매우 독립적인 교회, 다시 말하면 그 사회가 스스로 이상적 이미지를 표상하는 상징적 표현과 행위로 종교적 명시의 형태가 존재하는 경향이 있다. 그것은 국가의 시민적, 정치적 현실을 위한 초월적인 틀과 사회구성원을 통합시키는 일련의 공통적 가치와 실천사항을 제공한다.
벨라는 미국의 대통령취임과 같은 행사에서 시민종교의 현존에 대한 증거를 발견했다. 취임연설은 종교적 관용어구로 표현되는 경향이 있는데, 일반적인 용어로 하느님을 언급하며, 미국의 건국진통을 현대판 이스라엘의 출애굽으로 표현한다. 이러한 형태의 수사는 공동사회를 단일화시키고 통합하는 상징과 가치를 구성원들에게 부여하는 의도적인 언명을 나타내며, 그 사건에 대한 성스러운 정당화를 제공해 준다. 추수감사절과 현충일 같은 기념일은 가족들을 시민종교로 통합시키거나 지역사회를 그 가치중심으로 단합시키는 유사한 기능을 한다.
시민종교는 많은 선진공업사회에서 종교가 더 이상 사회통합의 기초를 제공하지 못하는 듯한 현상, 즉 사회가 세속화되었거나 현존하는 종교적 형태가 더욱 분화되고 다양화되어서 공통적 가치, 언명, 유대를 위한 명백한 자원을 거의 제공하지 못했을 때에 이러한 딜레마에 대한 기능주의적 반응으로 나온다. 다양성과 명백한 세속성 속에서도 숨겨진 종교는 국가의 역사와 제도를 강하게 결속시키고 성스러운 사물 주변으로의 핵심적인 통합을 제공한다. 그러나 시민의례가 소기의 기능을 갖지 못할 수도 있고, 사회적 통합이 위기에 처했을 때 의례를 증가시켜서 체제를 운영하기 위한 평형이 유지될 수도 있다. 현대사회에서는 민족주의가 그런 역할을 한다.
서구 유럽 사회는 산업화와 함께 지속적인 세속화(secularization)의 과정을 밟아왔다. 반면, 미국은 서구 사회의 세속화 경향에서 특이하게 예외적인 사례로 취급된다. 여론 조사에 따르면 미국의 신에 대한 태도나 종교 활동 참여도는 지난 수십 년간 큰 변화가 없다. 미국인의 높은 종교성에 주목하여 미국인의 국가 정체성을 종교적 민족주의로 규정하려는 시도가 있다. 종교사회학자 로버트 벨라(Robert Bellah)는 현대 미국에서 종교성과 국가 정체성이 결합된 상태를 설명하기 위해 공민 종교(civil religious)라는 개념을 적용했다.
시민 종교란 정치권력에 정당성을 제공하고 사회적인 결속을 만들어내며 공동의 목적을 위해 사회 자원을 동원하는 신념, 상진, 의식, 제도의 체계를 의미한다. 원래 이 개념은 계몽주의 사상가인 루소에 의해 처음 도입되었다. 종교적인 감정과 믿음의 체계는 사람들에게 신성한 것에 대한 강력한 믿음을 제공하는데, 이는 사회 계약과 공동체의 미래에 대해 사람들이 신성한 감정과 믿음을 가지도록 하는 근원이다.
사회에 대한 사람들의 신성한 믿음이 사회통합의 핵심이라는 주장은 프랑스 사회학자 에밀 뒤르켐(Emile Durkheim)이 원시 사회의 종교 행위를 광범위하게 비교한 연구에서도 반복되었다. 뒤르켕은 한걸음을 더 나아가 모든 사회는 신성한 성격을 가지고 있으며 구성원들에게 존경과 경외의 감정을 유발한다고 주장한다.종교적인 믿음 체계에 반영된 사회의 상징적 이미지는 사회 규범에 신성성을 부여하며 구성원들이 공통의 가치에 헌신하도록 함으로써 사회를 통합시킨다. 로버트 벨라와 같이 미국 사회에 공민 종교가 존재한다고 주장하는 학자들은 서구 산업 사회에서 비록 제도적인 종교의 위치는 약화되었지만 종교적인 믿음에 뿌리를 둔 사회에 대한 경외심은 사회를 통합시키는 데에 여전히 핵심적인 기능을 수행한다고 지적한다.
국가는 역사 속에서 신의 의미심장한 행위를 대리하며, 개인적.집단적 정체성을 발경하는 주요 공동체이며, 신의 정의를 전파하는 공동체이다. 19세기 말 ‘명백한 운명(Manifest Destiny)’이라는 용어를 탄생시킨 미국의 제국주의적 성향은 미국이라는 나라에 대한 종교적 신성성에 토대를 두고 있다. 미국의 공민 종교는 미국이라는 신성함에 뿌리를 두고 미국을 하나로 결합시키고 지켜주는 신념 체제이다.
미국의 시민 종교는 기독교 신앙에 연원을 두고 있지만 기독교적의 제도와 직접적으로 연결되어 있지는 않다. 기독교의 신성성이 배경을 이루고 있지만 종교적 다원주의 사회인 미국에서 시민 종교의 신은 형식상 특정 종교에 의해 독점되지 않는다. 시민종교의 신은 형식상 특정 종교에 의해 독점되지 않는다. 시민 종교는 내세에 대한 아이디어나 신비적인 경험을 포함하고 있지 않으며, 오로지 현세에 대한 실직적 관심으로 한정 된다. 그러나 다양한 국가적 상징과 역사적 사건들은 종교적인 것과 유사한 경외와 헌신을 유발하며 사회적 통합에 중요한 역할을 담당하고 있다.
시민 종교에서 볼 때 민족주의란 자신을 하나의 통일된 집단의 구성원으로 느끼는 시민들이 공유하고 그들의 생활 속에서 재생산하는 국가적 상징과 과거에 대한 기억에 신성성 내지는 절대성이 부가되어 있음을 뜻한다. 미국인의 민족주의는 혈연이나 지연보다 언어나 보편적 가치에 기반을 두고 있으므로 국민들의 일체감과 헌신을 확보하기 위해서는 국가적 상징과 기억에 대한 종교적인 경외심이 더욱 필요할지도 모른다. 미국의 예외주의가 담고 있는, ‘신에 의해 특별히 선택된 사람들’이라는 종교적인 의미는 미국인들에게 광범위하게 공유되고 있다. 미국인들이 입버릇처럼 외는 “신이여 미국을 축복 하소서(God bless America).”라는 발언은 이러한 심층 의식의 발로이다.

## 저서

### The Broken Covenant: American Civil Religion in Time of Trial (1975)
시민 종교(Civil Religion)이란 용어를 종교와 정치에 사회학적 접근방법으로 최초로 사용했으며, 실용주의적 개인주의에서부터 미국의 종교적 전통을 다시 정립하기 위해 청교도의 언약 모티브를 직접적으로 참조하였다.

### 마음의 습관 Habits of the Heart(1985)

#### 개인주의의 역설(The Paradox of Individualism)
개인주의의 역설은 1985에 세상에 소개된 로버트 벨라의 저서 마음의 습관(Habits of the Heart)의 개인주의와 성공(Individualism and success)에 수록 되어 있는 글이다. 마음의 습관은 1974년부터 1984년까지 200개 이상의 미국 사회에 관한 조사에 바탕을 두고 있다. 개인주의의 역설(The Paradox of Individualism)에서 벨라는 미국인들이 자유와 독립성을 강조하는 동시에 사회 구성원의 일부로 속하고 인정받고 싶어하는 욕구를 동시에 지님과 이 두 가치의 관계를 통합적인 시각에서 다루고 있다. 여기서 벨라가 제시하고 있는 미국 개인주의의 유형은 다음과 같다.
-신화적 개인주의(Mythic Individualism)

미국에서 주로 만들어진 신화적 개인주의는 사회의 정의와 공익을 위해 희생하는 영웅의 형태를 띠고 있다. 이러한 영웅들은 사회와 공동체를 위하지만 그들의 독특한 특성 때문에 사회에 속할 수 없다. 그들은 외로운 삶을 살고 이러한 주변부에 거하는 것이 그들의 힘이기도 하다. 대표적인 예로 사회에 도움이 되지만 속하지 못하는 카우보이, 부패된 사회에서 정의를 추구하기 위해 철저히 혼자 머무는 영웅적 이타주의를 실현하는 탐정이 있다. 벨라는 이러한 신화적 개인주의가 사회로 돌아갈 수 없기 때문에 완전한 허무주의로 끝날 수 있음을 말하고 있으며 현실 속의 신화적 개인주의의 예로, 그리고 이러한 허무주의를 극복한 예로 링컨을 들고 있다. 링컨은 사회를 위해 애쓰고 결국 암살 당하였다는 등 여러 면에서 외로운 영웅적 개인주의의 전형에 부합하지만 사는 것이 중요한 만큼 가치 있는 죽음이라는 측면에서 그는 허무주의를 극복하였다고 볼 수 있다고 한다.
-중산층 개인주의(Middle-Class Individualism)

개인주의는 미국에서 개인의 평등 개념이 확립되고 벤자민 프랭클린이 보통의(middling)이라고 부르는 조건이 보통 기준이 된 것에 뿌리를 두고 있다. 이들에게 평등을 바탕으로 자신의 노력의 결과로 얻은 성취에 따라 갖는 지위의 유동성(status mobility)는 매우 중요한 개념이다. 성공의 기준이 사람의 수입, 소비에 근간을 두고 있어서 성공에 대한 명확한 본질을 지니기 보다는 주로 직업에 근간한 평가로 성공에 대한 측정이 이루어진다. 이들은 외롭고, 사회로부터 격리된 영웅이기보다는 인기 있는 영웅의 모습을 띤다. 오늘날 중산층 개인주의의 아이러니는 이들에게 여전히 개인적인 단계의 능력, 주체성이 요구된다는 점이다.
-관료적 개인주의(Bureaucratic Individualism)

미국 개인주의의 모호성은 문화적, 사회적 모순에 근간을 두고 있다. 사람들은 문화적, 사회적 영향으로부터 완전하게 자유로울 때 오롯이 스스로 존재할 수 있다고 생각하지만, 실제로 사람들은 많은 대학, 기업, 정부 기관 등 거대한 관료 조직 속에서 다른 이들로부터 조작되며 살아가고 이는 사적인 결정을 내릴 자유와 관료적 관리자들에게 결정권을 양도하는 것 사이에 개인주의 개념의 모호성이 더욱이 드러난다.
벨라는 관료적 개인주의가 아직 만연하지는 않다고 말하며 개인의 자립성과 공동체의 중요성을 개인이 공동체 안에서 진정한 의미를 지니고 사람은 서로가 필요하다는 것을 말하며 개인주의를 위한 사회 공동체의 중요성을 동시에 언급하며 개인주의의 역설을 마무리한다.

### Religion in Human Evolution(2011)
2011년 9월에 하버드 대학 출판부에서 출판된 작품으로, 벨라가 일생동안 지닌 종교의 진화에 대한 관심과 13년간의 노력이 담긴 책이다. 작가의 학문적인 일생을 집대성하여 80대에 완성된 이 책은 역사뿐만 아닌 사회학, 인류학, 진화생물학, 심리학, 인지 과학 등 다양한 분야를 다루고 있는 만큼 한가지로 분류되기 힘든 대작이다. 이 책의 이야기는 빅뱅으로부터 시작하여 “축의 시대(the Axial Age)”라고 불리는 시대에서 끝을 맺는다.
처음 두 장에서는 종교에 대한 이해와 종교와 진화의 관계에 대한 전체적인 흐름을 제시한다. 그리고 나서, 3-5장에서는 종교의 부족적인 형태와 고전적인 형태에 대해 언급하며, 중심이 될 다음의 네 개의 장에 대한 복선을 준다. 주요 네 개의 장을 언급하기 전, 벨라는 거의 동시에 세계적으로 발생한 종교의 진화론적 변화와 세계적으로 성행한 종교들에 대하여 소개한다. 이 장들의 각각은 고대 이스라엘, 고대 그리스, 중국과 인도와 같은 나라의 각각의 문화에 대한 상당히 많은 양의 학문적 조사를 다루고 있다. 이 책의 마지막 장은 좀 더 이론적인 접근으로 되돌아와 작가인 벨라 그 자신이 책을 마치며 그가 책을 시작한 발단으로부터 알게 된 몇 가지 들에 대한 노트를 남기며 끝을 맺는다.

## 같이 보기
- 미국 예외주의